# Phelipanche portoilicitana
Phelipanche portoilicitana är en snyltrotsväxtart som först beskrevs av A. Pujadas och M. B. Crespo, och fick sitt nu gällande namn av L. Carlon, G. Gomez Casares, M. Lainz, G. Moreno, O. Sanchez Pedraj. Phelipanche portoilicitana ingår i släktet Phelipanche och familjen snyltrotsväxter. Inga underarter finns listade i Catalogue of Life.